# Alberto Nisman
Alberto Nisman (castellà: Natalio Alberto Nisman)  (Buenos Aires, 5 de desembre de 1963 - Torres Le Parc Puerto Madero, 17 de gener de 2015) va ser un advocat argentí que va treballar com a fiscal federal, que destacà per ser el cap de la investigació de l'atemptat de 1994 del centre jueu a Buenos Aires, en què van morir 85 persones, el pitjor atac terrorista a la història de l'Argentina. El 18 de gener de 2015, Nisman va ser trobat mort a la seva casa de Buenos Aires.